# Allarme rosso (romanzo)
Allarme rosso (All Systems Red) è un romanzo breve di fantascienza della scrittrice statunitense Martha Wells del 2017.
L'opera è stata vincitrice di numerosi premi nella categoria, tra cui il Premio Hugo, il Premio Locus e il Premio Nebula.

## Storia editoriale
L'opera è il primo romanzo di una saga denominata Murderbot Diaries che vede protagonista la cyborg Murderbot. La narrazione è in prima persona e assume toni scanzonati, nonostante i temi trattati non sempre siano leggeri. Nel gennaio 2019 è stato pubblicato sulla rivista statunitense Wired il racconto breve Compulsory, le cui vicende si collocano prima di Allarme rosso.
L'opera nel, 2018, ha vinto il Premio Hugo per il miglior romanzo breve, il Premio Locus per il miglior romanzo breve, il Premio Nebula per il miglior romanzo breve ed è stata finalista al Premio Philip K. Dick. Nel 2020 ha vinto il Premio Ignotus come miglior romanzo breve.
Il romanzo, in Italia, è stato pubblicato nel 2020 nella raccolta Murderbot: I diari della macchina assassina, che contiene tutte le opere della serie Murderbot Diaries sino ad allora uscite: Allarme rosso, Condizione artificiale (Artificial Condition, 2018), Protocollo ribelle (Rogue Protocol, 2018) e Strategia di uscita (Exit Strategy, 2018).

## Edizioni
- (EN) Martha Wells, All Systems Red, 1ª ed., Tor.com, maggio 2017, ISBN 978-0-7653-9753-9.
- Martha Wells, Allarme rosso, in Murderbot: I diari della macchina assassina, traduzione di Stefano A. Cresti, Oscar fantastica, Milano, Mondadori, settembre 2020, ISBN 9788804727767.
- (ES) Martha Wells, Sistemas críticos, traduzione di Carla Bataller Estruch, Alethé, La Esfera de los Libros, febbraio 2019, ISBN 978-84-9164-490-3.
- (FR) Martha Wells, Défaillances systèmes, traduzione di Mathilde Montier, Nantes, L'Atalante, aprile 2019, ISBN 978-2-84172-899-2.
- Martha Wells, Allarme rosso, in Murderbot: I diari della macchina assassina, traduzione di Stefano A. Cresti, Urania Jumbo, n. 52, Milano, Mondadori, febbraio 2024, ISBN 9788835731542.